# Фоллз, Нил
Нил Фолз (англ. Neal Falls; 24 сентября 1969 — 18 июля 2015) — американец, который был подозреваемым в совершении серийных убийств проституток на территории 8 штатов США. 18 июля 2015 года Фолс совершил нападение на проститутку по имени Хизер Соул, угрожая ей убийством, но сам был убит потенциальной жертвой при самообороне. В ходе расследования полицией был произведен обыск автомобиля и апартаментов погибшего, во время которого были найдены предметы, изобличающие Фоллса  в совершении убийств.

## Биография
О ранних годах жизни Нила  известно мало. Известно, что Нил Фолз родился 24 сентября 1969 года в городе Юджин, штат Орегон, в семье из 10 детей, которая испытывала материальные трудности. Отец Нила Фолза проявлял агрессию по отношению к жене и детям, вследствие чего Нил вырос в социально-неблагополучной обстановке, отрицательно влиявшей на быт, здоровье детей и благосостояние семьи в целом.
В школьные годы Фолз стал проявлять интерес к огнестрельному оружию и впоследствии стал фанатом военной атрибутики. После окончания школы Нил не стал продолжать образование и вынужден был заниматься низкоквалифицированным трудом. Он вел законопослушный образ жизни и не злоупотреблял алкогольными и наркотическими веществами. Большая часть знакомых и друзей Нила того времени отзывалась о нем крайне положительно
В период с 1969 по 1992 год Фолз проживал в разных городах штата Орегон. В начале 1992 года он переехал в город Гринсберг, штат Канзас, где проживал вместе с отцом, который умер в 1995 году, после чего Нил вернулся обратно на территорию штата Орегон, где вскоре нашел работу сотрудника вневедомственной охраны. Пройдя обучение, Фолз прошел процедуру снятия отпечатков пальцев в 1998 году. Увлекался коллекционированием оружия и патронов. В 2000 году Нил переехал в город Хендерсон, штат Невада, где в течение последующих 8 лет работал охранником на плотине Гувера. В этот период он стал демонстрировать девиантное поведение и был замечен в жестоком обращении с животными в пустынных местностях штата Аризона, из-за чего подвергался дисциплинарным взысканиям. В это же время Фолз начинает большую часть свободного времени проводить в обществе проституток и Сутенёров. В середине 2000-х он с целью секс-туризма посещал Филиппины.
В 2008 году Фолзу были предъявлены обвинения в сексуальных домогательствах по отношению к коллеге, после чего он был вынужден уволиться. После увольнения Фолз стал демонстрировать признаки дромомании, в период с 2009 по 2015 год он постоянно менял места жительства, проживая в штатах Индиана, Кентукки, Орегон и Техас где несколько раз подвергался задержанию полицией за нарушение правил дорожного движения.
В январе 2015 года Нил узнал о замужестве женщины, с которой он состоял в интимных отношениях, после чего в том же месяце пережил смерть матери. Эти два события повлияли на его психоэмоциональное состояние, в результате чего он впал в состояние внутриличностного конфликта и его дальнейшие действия приобрели признаки неорганизованности. В апреле 2015 года Нил Фолз прошел курсы переподготовки для продолжения работы охранником вневедомственной охраны в штате Орегон, но летом того же года отправился в штат Техас, откуда последовательно переехал в штат Западная Виргиния при этом не испытывая давления и каких-либо негативных обстоятельств

## Смерть
В середине июля 2015 года Фолз появился в городе Чарлстон, (штат Западная Виргиния), где познакомился с помощью социальных сетей с проституткой по имени Хизер Соул. 18 июля Нил явился в квартиру девушки и угрожая ей пистолетом, совершил на нее нападение, в ходе которого попытался задушить ее. Соул оказала яростное сопротивление и между ними завязалась борьба, в ходе которой девушка получила контроль над оружием и застрелила Нила Фолза.

## Подозрение в убийствах

Убийца с автомагистрали I-70

Сразу же после смерти Фолза началось расследование. Его автомобиль подвергнут обыску, в результате которого были обнаружены мачете, коллекция ножей и топоров, кувалда, лопата, мешки для мусора, чистящие и моющие средства, бронежилет, набор наручников и составляющие боевой экипировки. Полиция связала найденные предметы, методы действия Фолза и его предыдущие известные местоположения с убийством и исчезновением девяти женщин в штатах Иллинойс, Огайо и Невада. В течение 8 лет Нил проживал на территории города Хендерсон, пригороде Лас-Вегаса, где с 2003 по 2007 год исчезли четыре женщины, которые занимались проституцией. Три из них позже были найдены расчлененными в штатах Калифорния, Иллинойс и Невада. Все исчезнувшие женщины как и Хизер Соул, размещали рекламу о своей деятельности в Интернете. Еще 6 проституток исчезли в городе Чилликоте, штат Огайо, который расположен в двух часах езды от Чарльстона, где Нил Фоллс погиб. Несмотря на то, что доказательств присутствия Нила в этом городе найдено не было, он все равно попал в список подозреваемых , так как выяснилось что с 1995 года он подвергался задержанию полицией за нарушению правил дорожного движения в 16 штатах США и его истинный масштаб перемещений и род деятельности остался неизвестным. Также в карманах Фолза был найден список из 6 имен женщин, занимающихся проституцией и их контакты в различных социальных сетях, которые по мнению прокуратуры могли быть потенциальными жертвами Фолза. В ходе полицейской проверки выяснилась судьба всех девушек из списка. Все из них оказались живы, 5 из них находились на территории штата Западная Виргиния и одна работала в городе Сан-Диего. В 2018 году Нил Фолз проверялся на причастность к убийствам на автомагистрали I-70, серии убийств на территории среднезападных штатов США, совершенной весной 1992 года. Нил в то время проживал на территории штата Канзас, где произошло одно из убийств и очень точно соответствовал фотороботу подозреваемого, но из-за давности лет прямых доказательств причастности Фолза так и не было найдено